# Inab
Inab, també dit Nepa és una vila del nord de Síria, que forma part del districte administratiu d'Afrin i de la província d'Alep.
Situada al nord-oest d'Alep, les ciutats amb què limita són: Jalbul, Aqiba i Deir Jamal, al sud, Karzahayel, Afrin i Ain Dara a l'oest, Qatma al nord i Manaq, Kafr Kalbin i Kaljibrin a l'est. Segons el cens de l'organisme oficial (CBS), Inab tenia 2.309 el 2004.
Durant les croades, el 1149, Nur-ad-Din Mahmud, aconseguí una decisiva victòria contra l'exèrcit de Ramon d'Antioquia i els seu aliat Ali ibn-Wafa, en la batalla d'Inab, als afores de la vila.
Després de l'alçament que portà a la guerra civil, Inab caigué sota control de l'Exèrcit Nacional Siri, creat pel govern de Turquia per pacificar la zona, el 10 de març del 2018.